# Josesito López
Josesito López (* 19. Juli 1984 in Riverside, Kalifornien als José Manuel López) ist ein US-amerikanischer Profiboxer mexikanischer Abstammung.

## Boxkarriere
Er begann im Alter von acht Jahren mit dem Boxsport und bestritt 69 Amateurkämpfe, von denen er 56 gewann. Im Alter von 18 Jahren wurde er 2003 Profi beim südkalifornischen Promoter Thompson Boxing Promotions. Sein Debüt gewann er am 8. Februar in Las Vegas durch T.K.o. in der ersten Runde gegen den späteren Minnesota State Champion Allen Litzau. In seinen folgenden zwölf Kämpfen ging er elfmal als Sieger hervor, dabei besiegte er auch zweimal den mexikanischen Meister Mauricio Bórquez. Seine bis dahin einzige Niederlage erlitt er in seinem dritten Kampf gegen den Debütanten Rodrigo López.
Am 25. April 2005 gewann er die WBC Intercontinental Mundo Hispano Championship im Superfedergewicht gegen Gilberto Leon und verteidigte den Titel drei Monate später gegen Leonardo Resendiz. Am 23. September 2005 folgte der Gewinn der WBC-Jugendweltmeisterschaft im Superfedergewicht durch Punktesieg gegen José Tula und am 17. Februar 2006 der Gewinn der WBC Kontinental-amerikanischen Meisterschaft im Leichtgewicht gegen Gerardo Zayas. Einen Rückschlag musste er im April 2006 hinnehmen, als er knapp nach Punkten (2:1-Richterentscheidung) gegen Wes Ferguson unterlag. Im Juli 2006 endete sein Kampf gegen Sammy Ventura wertungslos, nachdem dieser bereits in der ersten Runde durch einen unabsichtlichen Kopfstoß verletzt worden war.
In seinen folgenden sechs Kämpfen blieb er wieder ungeschlagen. Sein bedeutendster Sieg war dabei jener gegen Tyrone Harris (Bilanz: 21-3) im November 2007. Im April 2008 verlor er erneut durch eine Mehrheitsentscheidung nach Punkten gegen Edgar Santana, obwohl er diesen zweimal am Boden hatte. Durch sechs weitere Siege, darunter gegen Patrick López (15-1) und Marvin Cordova (21-1), konnte er am 28. Januar 2011 gegen Mike Dallas (17-0) um die Nordamerikanische Meisterschaft der NABF im Halbweltergewicht boxen und gewann den Kampf durch K. o. in der siebenten Runde.
Am 17. September 2011 unterlag er erneut durch Mehrheitsentscheidung gegen Jessie Vargas (16-0). Im Juni 2012 besiegte er in einem schlagstarken Kampf den ehemaligen WBC-Weltmeister Victor Ortiz (29-3). Dessen Ringecke gab den Kampf am Ende der neunten Runde auf, nachdem Ortiz einen Kieferbruch erlitten hatte. López wurde anschließend von der WBC auf Platz 4 ihrer Weltrangliste geführt.
Am 15. September 2012 boxte er in Las Vegas gegen Saúl Álvarez (40-0) um die WBC-Weltmeisterschaft im Halbmittelgewicht, verlor jedoch durch T.K.o. in der fünften Runde. López konnte nur zu Beginn der zweiten Runde mit guten Aktionen beeindrucken, ging jedoch noch am Ende dieser Runde selbst durch einen schweren Leberhaken zu Boden und wurde bis Neun angezählt. Es war zudem der erst zweite Niederschlag seiner Boxkarriere. In der dritten Runde ging López erneut durch eine Schlagkombination mit abschließendem Leberhaken zu Boden und wurde bis Acht angezählt. In der vierten Runde nahm López einen Tiefschlag durch Álvarez, was ihm eine kurze Regenerationspause einbrachte. Einen anschließenden Schlaghagel gegen Álvarez, beantwortete dieser mit einer Schlagserie, die López erneut zu Boden brachte. In der fünften Runde nahm López erneut schwere Treffer und wurde schließlich rund zehn Sekunden vor Rundenende vom Ringrichter aus dem Kampf genommen.
Anschließend stieg er erst am 8. Juni 2013 in Kalifornien gegen Marcos Maidana (33-3) wieder in den Ring, ging jedoch gegen den Argentinier in der sechsten Runde zu Boden und wurde nach weiteren Treffern in dieser Runde vom Ringrichter aus dem Kampf genommen. Im Dezember 2013 besiegte er den WM-Herausforderer Mike Arnaoutis (24-9) und im April 2014 Aarón Martínez (19-2) jeweils vorzeitig. Im September besiegte er zudem Rafael Cobos (15-4) einstimmig.
Am 13. März 2015 unterlag er vorzeitig gegen Andre Berto (29-3). In dem Kampf ging es um die interime WBA-Weltmeisterschaft im Weltergewicht. Im April 2018 gewann er einstimmig gegen Miguel Cruz (17-0). Am 26. Januar 2019 verlor er beim Kampf um die WBA-Weltmeisterschaft im Weltergewicht nach Punkten gegen Keith Thurman (28-0).